# Station Dagenham Dock
Dagenham Dock is een spoorwegstation van National Rail in Barking and Dagenham in Engeland. Het station is eigendom van Network Rail en wordt beheerd door c2c. 